# Galinsoga quadriradiata
Незбутниця волохата (Galinsoga quadriradiata syn. Galinsoga ciliata) — вид рослин роду незбутниця родини айстрових (Asteraceae); батьківщиною є: Мексика; Вест-Індія; Центральна Америка; Південна Америка.

## Опис
Однорічна трава 8–62 см заввишки. Листова пластина 20–60 × 15–45 мм. Квітконоси 5–20 мм. Квіткові голови зазвичай 2–3 мм в діаметрі; є жовті дискові квіточки і, як правило, п'ять білих (іноді рожевих) променевих квіточок, широко рознесених навколо центру. 2n = 32, 48, 64.

## Поширення
Батьківщиною є: Мексика; Вест-Індія; Центральна Америка; Південна Америка; інтродукований до США, Канади, Європи (у т. ч. України), деяких частин Азії та Африки.

## Практичне використання
Їстівна рослина. Зелень готують на пару, в омлетах, збивають у зелені коктейлі.

## Галерея

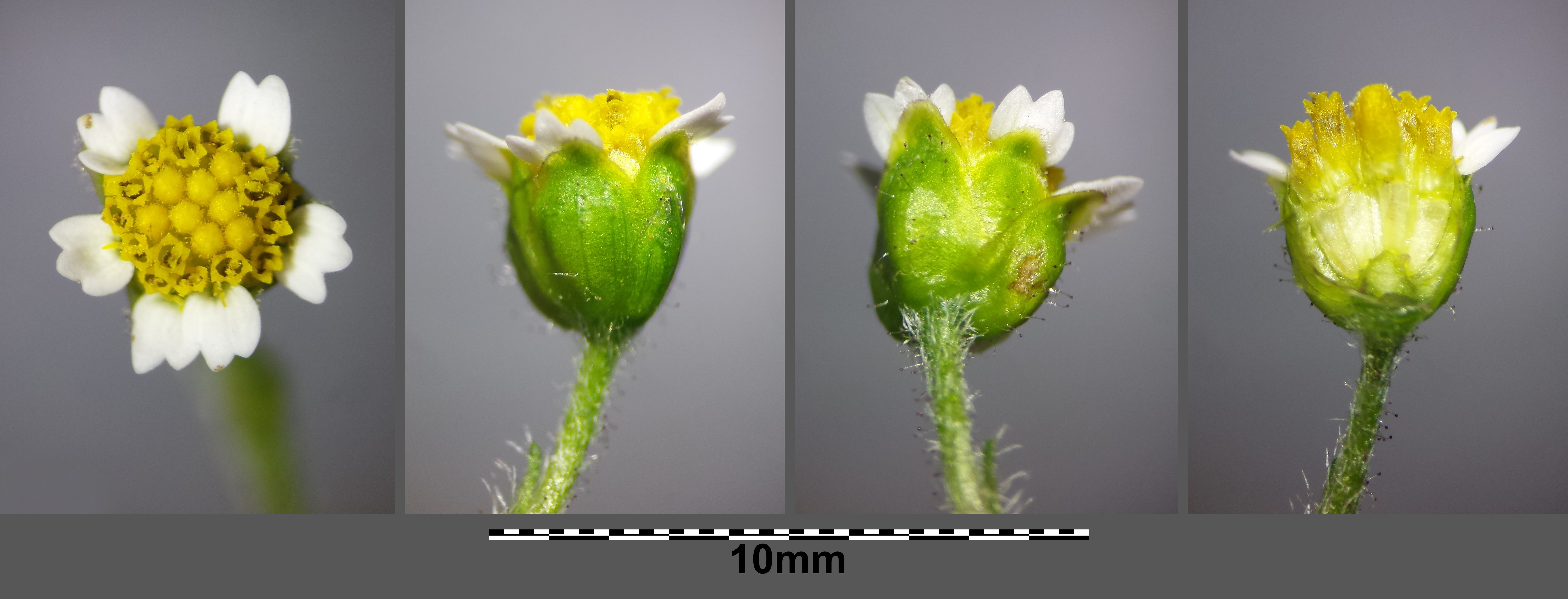
Кошик
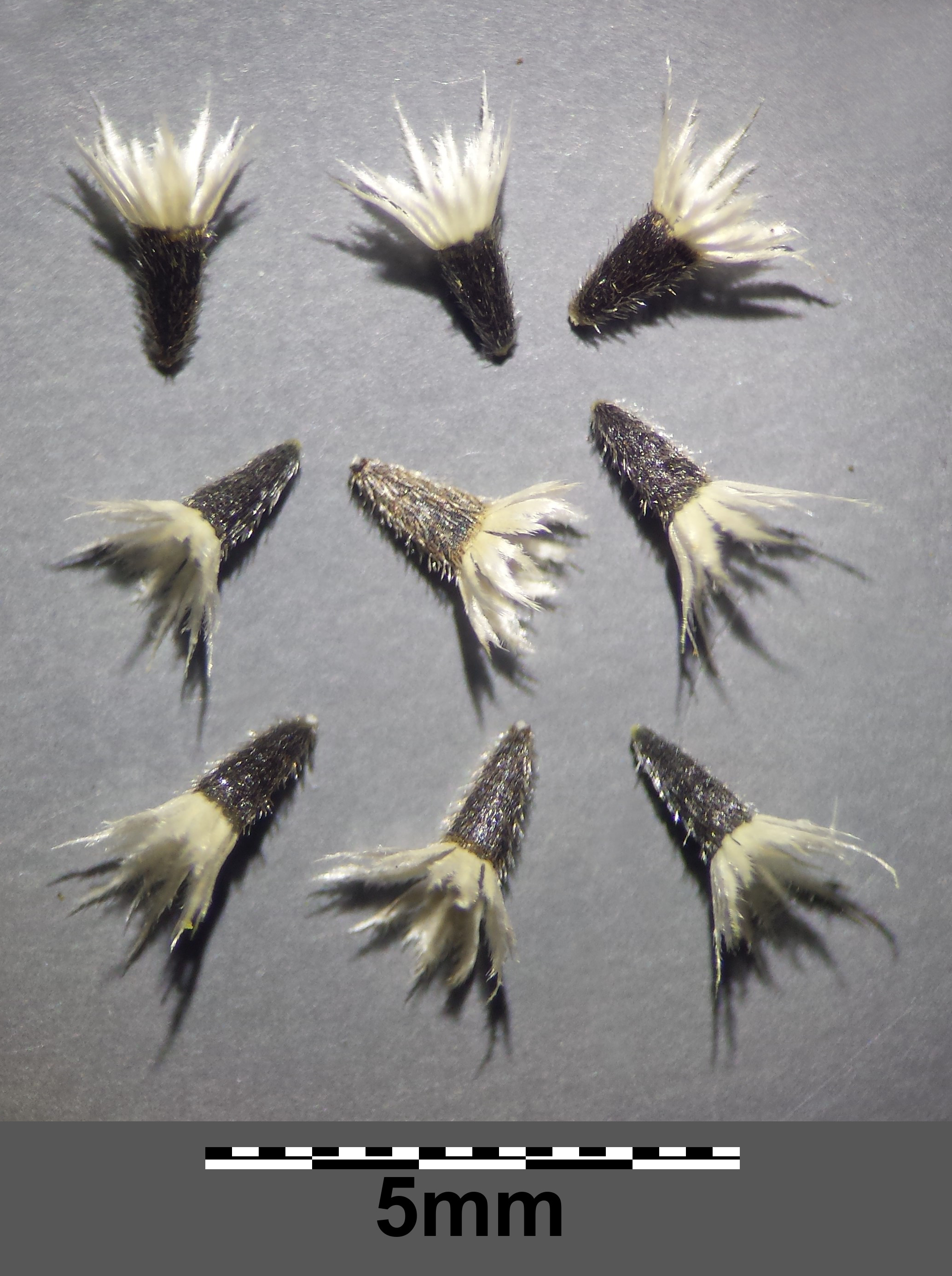
Плоди